# Bazylika św. Wojciecha w Buffalo
Bazylika św. Wojciecha w Buffalo w stanie Nowy Jork, ang. St. Adalbert's Basilica – kościół katolicki zbudowany w latach 1890-1891, obecnie nieużytkowana. Pod koniec września 2011, parafia św. Wojciecha została wcielona do parafii św. Jana Kantego w Buffalo.